# Coup de foudre dans l'Orient-Express
Pour les articles homonymes, voir Orient-Express.
Pour plus de détails, voir Fiche technique et Distribution.
Coup de foudre dans l'Orient-Express (Romance on the Orient Express) est un téléfilm britannique réalisé par Lawrence Gordon Clark en 1985.

## Synopsis
Après un séjour à Venise, Lily Parker (Cheryl Ladd), une jolie américaine, récemment promue rédactrice d'un magazine, décide de se rendre à Paris en empruntant le train de luxe : le Venise-Simplon-Orient-Express. Au cours de la première soirée passée à bord, elle rencontre fortuitement Alex Woodward (Stuart Wilson), un jeune aristocrate britannique, avec qui elle a connu une histoire d'amour 10 ans auparavant à l'occasion de vacances en France. Après une courte aventure passionnée, Alex l'a quittée brutalement sans lui donner la moindre explication sur les raisons de sa rupture. À l'occasion de leurs retrouvailles, Alex essaye de se faire pardonner tandis que Lily cherche à connaître les motivations de sa conduite passée. Malgré les années, leur amour ne s'est pas éteint…

## Fiche technique

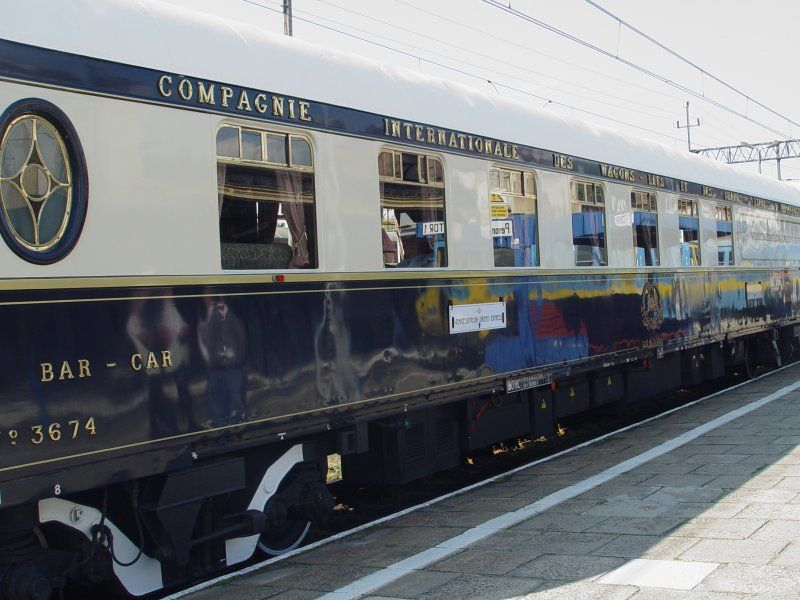
Une voiture de l'Orient-Express dans laquelle se déroule une majeure partie de l'action.

- Titre : Coup de foudre dans l'Orient-Express
- Titre original : Romance on the Orient Express
- Genre : Comédie romantique
- Réalisateur : Lawrence Gordon Clark
- Scénariste : Jan Worthington
- Image : Peter Jackson
- Montage : Stan Hawkes
- Musique originale : Allyn Ferguson
- Production : Yorkshire Television (YTV)
- Lieux de tournage : Leeds, Paris, Venise
- Téléfilm britannique
- Durée : 96 minutes
- Date de première diffusion : 4 mars 1985 sur NBC

## Distribution
- Cheryl Ladd : Lily Parker
- Stuart Wilson : Alex Woodward
- Renée Asherson : Béatrice
- Ralph Michael : Harry
- Ruby Wax : Susan Lawson
- Julian Sands : Sandy

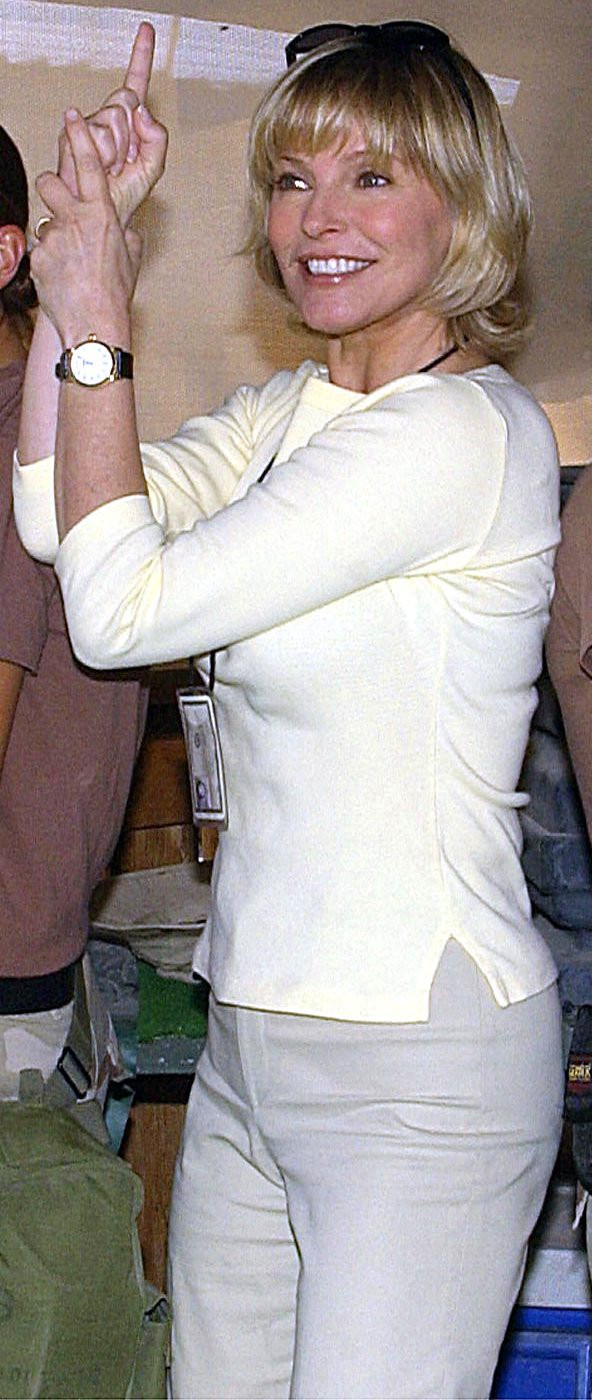
Cheryl Ladd, l'héroïne du téléfilm.

- John Gielgud : Théodore Woodward
- Barry Stokes : Flavio
- Betsy Brantley : Stacey
- Alan Downer : le couchettiste
- Danielle Tylke : Alexandra ou 'Lexa'
- Olivier Pierre : le loueur de bicyclettes :
- John Serret : un employé d'hôtel